# Helechosa de los Montes
Helechosa de los Montes è un comune spagnolo di 749 abitanti situato nella comunità autonoma dell'Estremadura.

## Storia

### Simboli
(Diario Oficial de Extremadura n. 38 del 16 maggio 1989)
La felce (helecho in spagnolo) è un'arma parlante con riferimento al nome del comune.